# Bårdholmen
Bårdholmen est une île norvégienne dans le comté de Hordaland. Elle appartient administrativement à Fitjar.

## Géographie
Rocheuse et pratiquement désertique, elle s'étend sur environ 441 m de longueur pour une largeur approximative de 314 m. Elle comporte une habitation et quelques bâtiments. 